# 聖誕奇遇結良緣
《聖誕奇遇結良緣》是1985年上映的浪漫喜劇片。由鍾志文執導，林子祥、岑建勳和張曼玉主演。

## 劇情
一名地下军火专家制造了一个小型炸弹企图有所不轨，计划被助手知悉，以致他杀人灭口，但却被三名互不认识的平凡寂寞人目睹此事件。两名疯狂杀手奉命追杀三名目击者，他们乃展开逃亡，过程中发挥同舟共济的精神来化解危机。

## 角色
| 演員   | 角色           | 備註 |
| 林子祥 | 林寶寶         |      |
| 岑建勳 | 獅子頭         |      |
| 張曼玉 | 阿Cat          |      |
| 俞 琤  |                |      |
| 高 雄  | 大鬍子兇手     |      |
| 徐錦江 |                |      |
| 劉 江  | 王Sir          |      |
| 秦 沛  | 李Sir          |      |
| 午 馬  | 加油站服務員   |      |
| 李名煬 | 阿cat的爺爺    |      |
| 廖啟智 | 羅尼           |      |
| 盧冠廷 | 遊戲節目主持人 |      |
| 陳國新 |                |      |
| 許紹雄 | 警司           |      |

## 反響

### 影評
LoveHKFilm.com批評影片劇情牽強和荒謬。

## 外部連結
- 香港影庫上《聖誕奇遇結良緣》的資料（繁體中文）
- 互联网电影数据库（IMDb）上《聖誕奇遇結良緣》的资料（英文）